# Simon Jeppsson
Simon Jeppsson (* 15. Juli 1995 in Lund) ist ein schwedischer Handballspieler.

## Karriere

### Verein
Jeppsson spielte anfangs in der Elitserien i handboll för herrar, der höchsten schwedischen Spielklasse, beim Verein LUGI HF, für den er in der Saison 2013/14 auch im EHF Europa Pokal auflief. Mit 237 Toren in 35 Spielen, dazu 135 Assists, wurde Jeppsson in der Saison 2016/17 mit 56 Treffern Vorsprung Torschützenkönig. Zur Saison 2017/18 wechselte der 2,03 Meter große Rückraumspieler zum deutschen Bundesligisten SG Flensburg-Handewitt, bei dem er im Dezember 2016 einen Dreijahresvertrag unterschrieb. Mit der SG gewann er 2018 und 2019 die deutsche Meisterschaft.
Zur Saison 2020/21 wechselte Jeppsson zum HC Erlangen. Im Sommer 2024 schloss er sich dem norwegischen Erstligisten Kolstad IL an. Mit Kolstad gewann er 2025 die norwegische Meisterschaft.

### Nationalmannschaft
Jeppsson, der bisher 61 Spiele für die schwedische Handballnationalmannschaft bestritt, gehörte zum Kader für die Weltmeisterschaft 2017 in Frankreich.